# Liste des archevêques de Salzbourg
Pour un article plus général, voir Archidiocèse de Salzbourg.
L'archidiocèse de Salzbourg remonte au VIIe siècle avec la venue de Rupert qui est devenu le saint-patron de Salzbourg. Le diocèse fut créé en 739 et élevé au rang d'archidiocèse le 20 avril 798. Jusqu'en 1803, ils ont régné sur la principauté de Salzbourg.

## Évêques
Évêques à Salzbourg:
- 696-718 : Rupert
- 718-727 : Vitalis
- v. 730 - v. 737 : Flobrigis

Évêques de Salzbourg:
- 739-745 : Jean Ier
- 745-784 : Virgil
- 785-798 : Arno (Arnon de Saint-Amand[1])

## Archevêques métropolitains
- 20 avril 798-821 : Arno (Arnon de Saint-Amand[1])
- 821-836 : Adalram
- 836-859 : Liupram
- 859-873 : Adalwin
- 873 : Adalbert Ier
- 873-907 : Theotmar
- 907-923 : Pilgrim Ier
- 923-935 : Adalbert II
- 935-939 : Egilholf
- 939-958 : Herhold
- 958-991 : Friedrich Ier
- 991-1023 : Hartwig
- 1024-1025 : Günther
- 1025-1041 : Dietmar II
- 1041-1060 : Baldwin
- 1060-1088 : Gebhard
- 1090-1101 : Thimo
- 1106-1147 : Konrad Ier von Abensperg
- 1147-1164 : Eberhard I von Hilpolstein-Biburg
- 1164-1168 : Konrad II de Babenberg
- 1168-1177 : Adalbert III de Bohême (première fois)
- 1177-1183 : Conrad III de Wittelsbach
- 1183-1200 : Adalbert III de Bohême (deuxième fois)
- 1200-1246 : Eberhard II von Truchsees
- 1247 : Bernhard Ier von Ziegenhain
- 1247-1256 : Philippe de Carinthie
- 1256-1265 : Ulrich von Sekau
- 1265-1270 : Ladislas de Silésie-Liegnitz
- 1270-1284 : Friedrich II von Walchen
- 1284-1290 : Rudolf von Hoheneck
- 1291-1312 : Konrad IV von Breitenfurt
- 1312-1315 : Weichard von Pollheim
- 1315-1338 : Friedrich III von Liebnitz
- 1338-1343 : Heinrich Pyrnbrunner
- 1343-1365 : Ordulf von Wiesseneck
- 1365-1396 : Pilgrim II von Pucheim
- 1396-1403 : Gregor Schenk von Osterwitz
- 1403-1427 : Eberhard III von Neuhaus
- 1427-1429 : Eberhard IV von Starhemberg
- 1429-1441 : Johann II von Reichensperg
- 1441-1452 : Friedrich IV Truchsees von Emmerberg
- 1452-1461 : Sigismund Ier von Volkersdorf
- 1461-1466 : Burchard von Weissbruch
- 1466-1484 : Bernhard II von Rohr
- 1484-1489 : Johann III Beckenschlager[2]
- 1489-1494 : Friedrich V von Schallenburg
- 1494-1495 : Sigismund II
- 1495-1519 : Leonhard von Keutschach
- 8 juin 1519-26 février 1535 : Matthäus Lang von Wellenburg
- 1540-1554 : Ernest de Bavière
- 1554-1560 : Michael von Khuenburg
- 1560-1586 : Johann Jakob Khun von Bellasy
- 1586-1587 : Georg von Kuenburg
- 1587-1612 : Wolf Dietrich de Raitenau
- 1612-1619 : Marcus Sittich von Hohenems
- 1619-1653 : Paris von Lodron
- 1654-1668 : Guidobald von Thun
- 1668-1687 : Maximilian Gandolph von Künburg
- 1687-1709 : Johann Ernst von Thun und Hohenstein
- 1709-1727 : Franz Anton von Harrach
- 1727-1744 : Leopold Anton von Firmian
- 1744-1747 : Jakob Ernst von Liechtenstein-Castelcorno
- 1747-1753 : Andreas Jakob von Dietrichstein
- 1753-1771 : Sigismund von Schrattenbach
- 14 mars 1772-20 mai 1812 : Hieronymus Joseph Franz de Paula Colloredo von Wallsee und Mels
- 20 mai 1812-7 novembre 1814 : Sigmund Christoph von Waldburg zu Zeil und Trauchburg (de)
- 16 février 1823-28 juin 1835 : Augustin Johann Joseph Gruber (de)
- 23 septembre 1835-13 décembre 1849 :Friedrich Johann Joseph Cölestin Fürst zu Schwarzenberg
- 24 octobre 1850-4 avril 1876 : Maximilian Joseph von Tarnóczy
- 27 mai 1876-10 avril 1890 : Franz Albert Eder (de)
- 20 mai 1890-5 mai 1900 : Johann Evangelist Haller
- 10 mai 1900-27 février 1914 : Johannes Baptist Katschthaler
- 2 avril 1914-6 juillet 1918 : Balthasar Kaltner (de)
- 12 août 1918-8 octobre 1934 : Ignaz Rieder (de)
- 10 décembre 1934-30 octobre 1941 : Sigismund Waitz (de)
- 3 février 1943-30 juin 1969 : Andreas Rohracher (de)
- 9 octobre 1969-17 juillet 1972 : Eduard Macheiner (de)
- 26 décembre 1972-5 septembre 1988 : Karl Berg (de)
- 21 décembre 1988-23 novembre 2002 : Georg Eder (de)
- 27 novembre 2002 - 4 novembre 2013 : Alois Kothgasser[3]
- depuis le 18 novembre 2013 : Franz Lackner o.f.m[4]